# Budganja vas
Budganja vas – wieś w Słowenii, w gminie Žužemberk. W 2018 roku liczyła 96 mieszkańców.